# Vimoutiers
Vimoutiers è un comune francese di 3 963 abitanti situato nel dipartimento dell'Orne nella regione della Normandia.

## Società

### Evoluzione demografica
Abitanti censiti

## Amministrazione

### Gemellaggi
- Sontra
- Fordingbridge
- Châtelet